# Túnel do Simplon
O Túnel do Simplon é um túnel ferroviário sobre os Alpes que liga a cidade de Briga, na Suíça, à localidade de Iselle no Piemonte, Itália.  
O túnel que festejou o seu centenário em 2006, tem duas galerias e o seu comprimento é de 19,8 km. Inaugurado a 19 de maio de 1906 com uma só galeria, a segunda foi escavada mais tarde e só foi inaugurada em 1921. O túnel do Simlon foi durante mais de 70 anos, precisamente até 1982, o maior túnel ferroviário do mundo.

## História
O Simplon foi desde a época do Mesolítico utilizado para uma ligação Norte-Sul como o demonstraram as descobertas feitas e datadas de 2100 a.C. Mais tarde o que é conhecido como "a passagem dos burros" foi largamente utilizado e é esse caminho que está na origem da estrada mandada abrir por Napoleão.
.

### Trabalhos
Furado quase inteiramente à mão com picaretas, e com poucas porções dinamitadas porque tinha sido inventado em 1867, chegou a ter 4 000 trabalhadores do lado suíço e 10 000 do italiano. Em condições de trabalho inimagináveis hoje em dia - temperaturas da ordem dos 45 o ou galerias inundadas - os trabalhos provocaram a morte de 67 operários italianos.

### Lausana-Sion-Briga
A construção do túnel impôs-se na altura em que o caminho de ferro era o melhor meio de progresso e assim está linhas foi construída entre 1857 e 1878 em diferentes porções. A primeira foi a Martigny-Saint Maurice-Le Bouveret, aberta pela Companhia da Linha de Itália - uma porção da Linha do Tonkin - que se chamará a partir de 1890 a Companhia do Jura-Simplon. Depois Sion em 1860, Sierre em 1868, Saint-Maurice e Villeneuve  em 1860 pela Companhia da Suíça ocidental. Em 1874 a Companhia do Simplon compra a Companhia da Linha de Itália. e constrói a linha de Sierre a Briga entre 1877-78.

## Túnel
Esta linha não teria o renome que tem sem a abertura a 23 de janeiro de 1906 do túnel do Simplon, que com os seus 19,8 km era o maior do mundo, e o tráfego ainda aumenta mais com a abertura em 1922 da segunda galeria.

### Datas
- 1898; começo dos trabalhos de abertura do túnel
- 1905; fim da abertura
- 28 de Maio de 1906; inauguração
- 1906; electrificação
- 1912; começo dos trabalhos de abertura da segunda galeria
- 1921; fim dos trabalhos de abertura da segunda via.

### Características
- Paíse: Suíça e ITália
- Comprimento: 19,8 km
- Declive: min.  2 ‰, máx.  7 ‰
- Galerias
  - Primeira: 1898-1905
  - Segunda: 1913-1921
- Inauguração
  - Abertura da primeira galeria: 19 de maio de 1906, inauguração em presença de Vítor Emanuel III da Itália
- Electrificação: segundo as normas suíças de 15 000 V e 16 Hz 2/3 até Domodossola,

## Utilização
Unicamente em relação ao serviço de passageiros a linha é utilizada por seis grandes serviços, pois além deste á um grande movimento de mercadorias e mesmo de 
- O Trans Europ Express  entra em funcionamento nesta linha e 1961 com o TEE Cisalpino que faz a ligação Paris-Milão
- O TGV francês, faz o trajecto Paris (Estação de Lyon) — Lausana que é explorada pela SNCF e pelos CFF e para manter as denominações tradicionais dos grandes expressos europeus vai chamar-se-lhes: Lemano e Cisalpino.
- O EuroCity desde 1988 com Genebra-Milão via Lausana.
- O Cisalpino desde 1996
- O Orient Express circulou até 1977 entre Paris e Istambul.

## Imagens

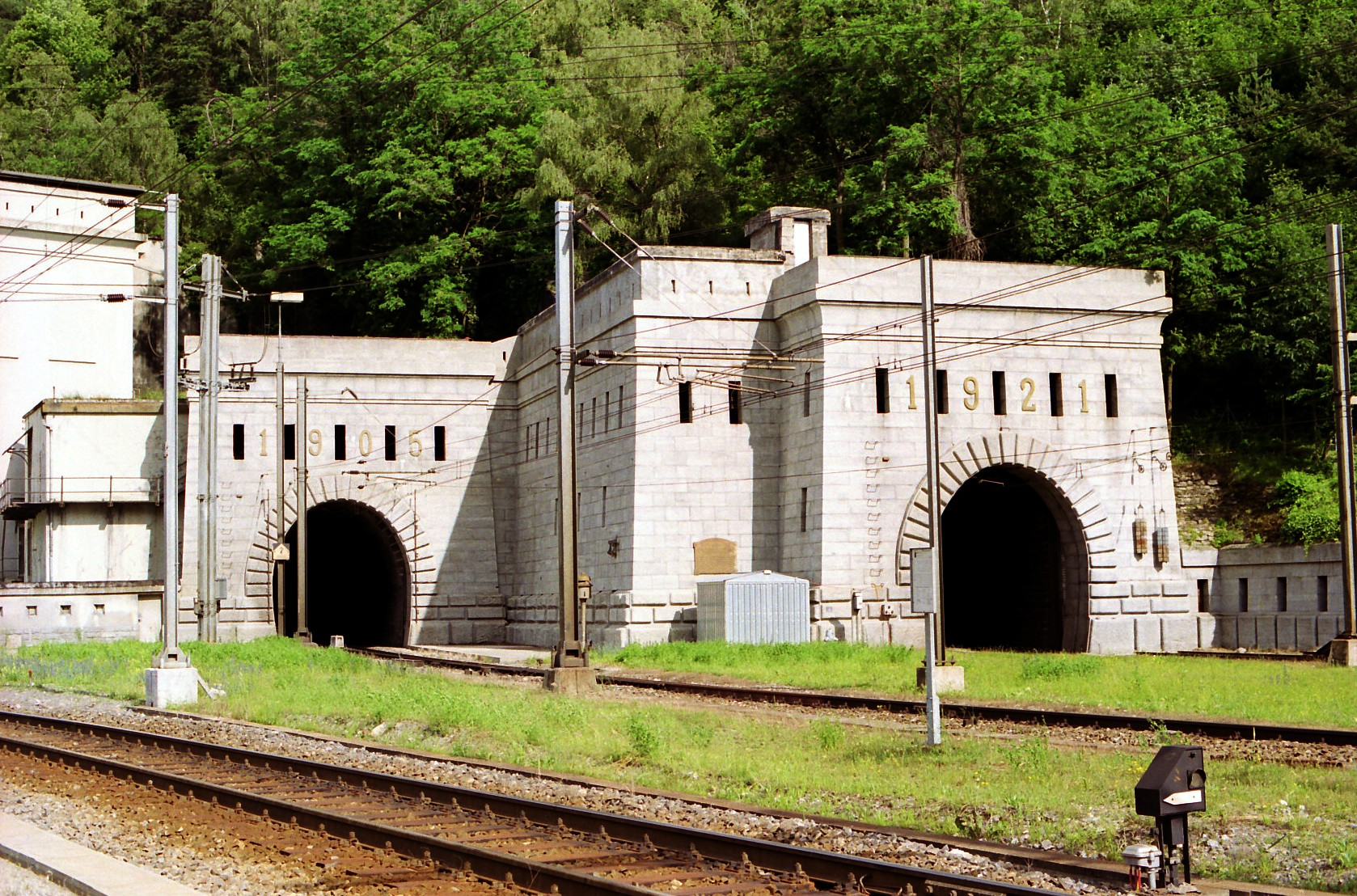
Entrada do  lado suíço
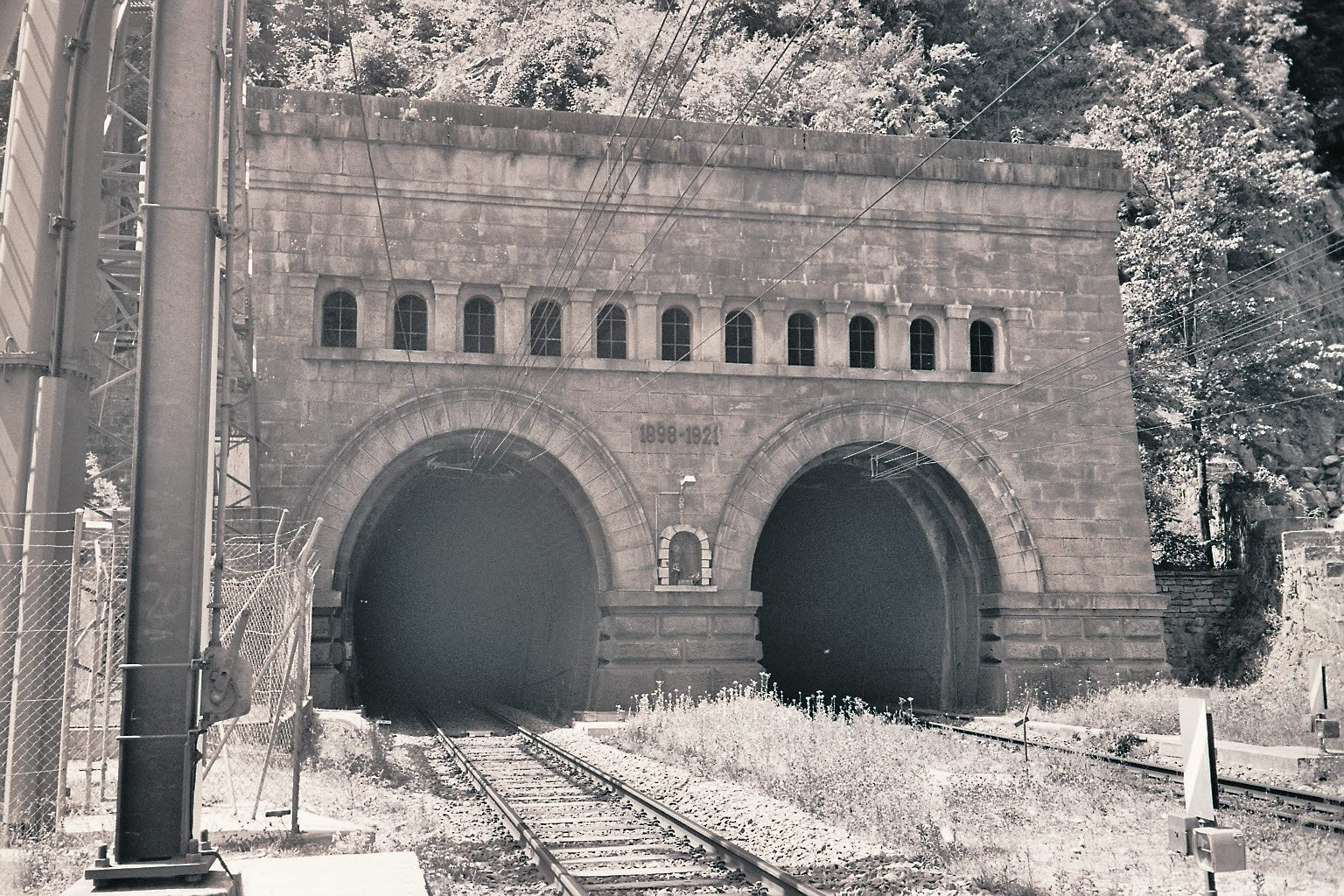
Entrada do lado italiano
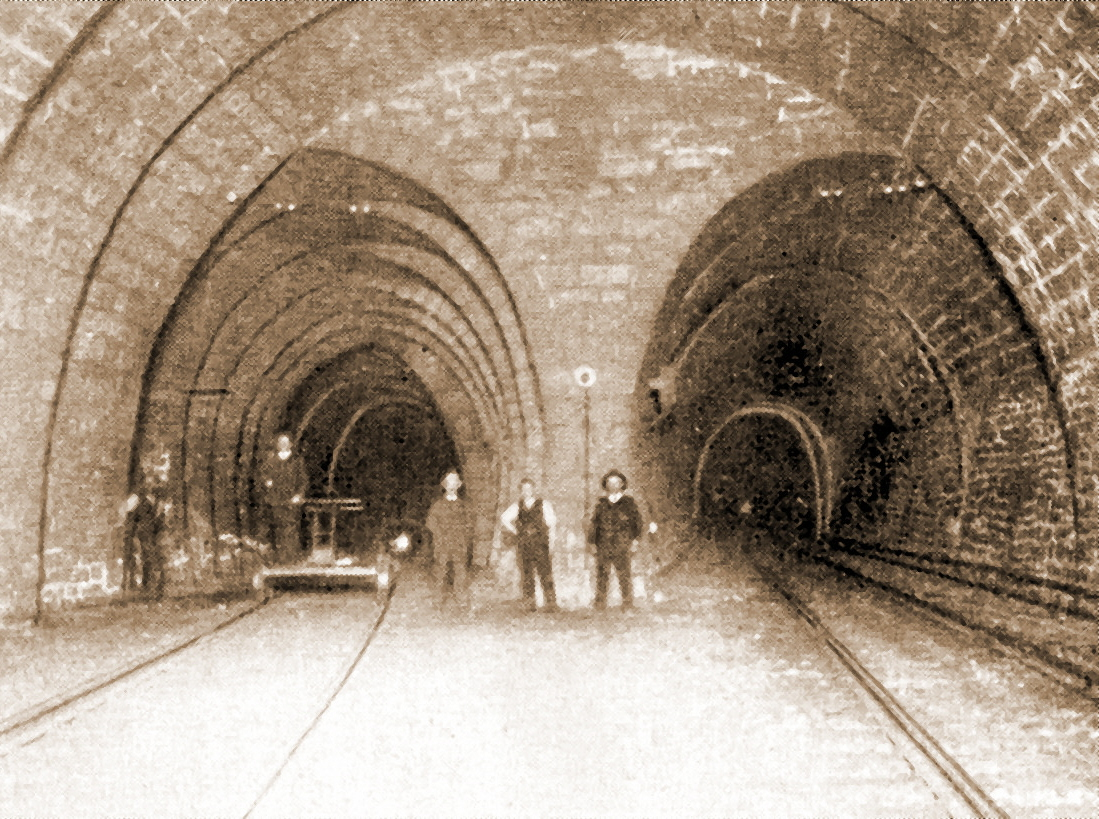
Com as duas galerias
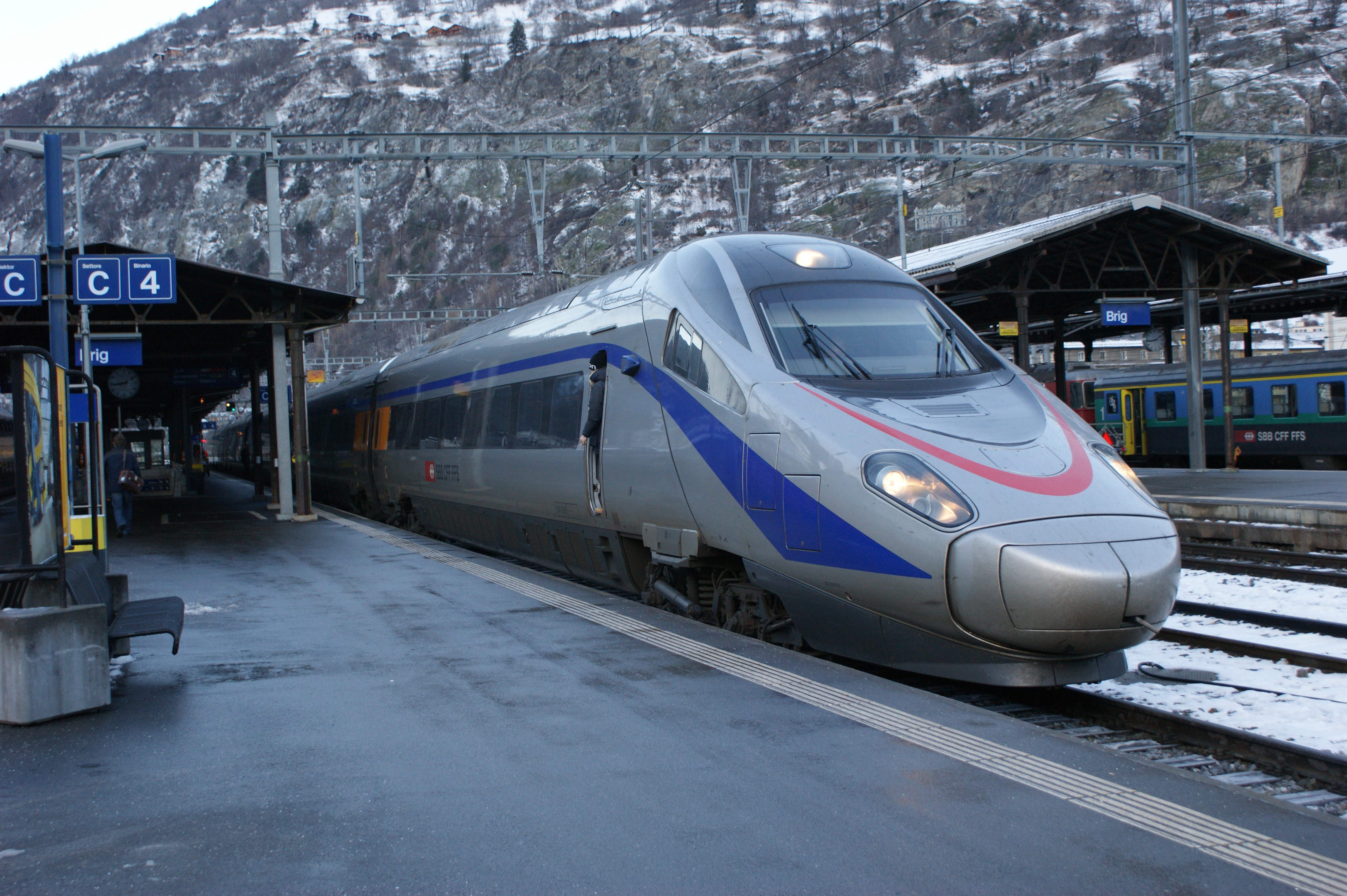
Cisalpino em Briga